# Guerra de Reforma
La Guerra de Reforma, también conocida como la Guerra de los tres años, fue una guerra civil que aconteció en México desde el 17 de diciembre de 1857 al 1 de enero de 1861, como consecuencia de la promulgación de la Constitución de 1857 y en especial las llamadas Leyes de Reforma.
La nación estaba dividida en dos grandes grupos: liberales (a favor de las Leyes de Reforma) y conservadores (en contra); ambos luchaban por sus ideales. Se le atribuye la  transformación mexicana por la transición de la estructura política en la cual se buscó establecer el sistema capitalista democrático y terminar con el que había desde la Colonia y el Imperio. 
En este nuevo sistema, se formó un Estado nacional basado en el orden constitucional, en la necesidad del pueblo mexicano por una reestructuración al intentar terminar con los privilegios de las clases dominantes (igualdad ante la ley), la reactivación de la economía y la restauración del trabajo. Por un tiempo, los liberales y conservadores tuvieron gobiernos paralelos, con la sede del gobierno conservador en Ciudad de México y los liberales en Veracruz.
Con el transcurso de los años, la guerra se hizo más sangrienta y polarizó a la gente en la nación. La guerra terminó con la derrota definitiva de los conservadores en la Batalla de Calpulalpan, Estado de México en 1861, y con Benito Juárez instalando su administración en Ciudad de México. Una vez que el Congreso Constituyente había cumplido con su tarea de elaborar una nueva constitución, se hizo la convocatoria para realizar elecciones tanto de los poderes federales como los de los estados. 
Se reunió así el primer Congreso, que trabajaría ya bajo los principios de la Carta Magna de 1857. El país había sido endeudado por ambos bandos,  esta situación llevó a la suspensión del pago de la deuda extranjera, lo que sumado a los intentos del partido derrotado de conseguir apoyo en Europa y los intereses de distintas potencias europeas llevó a la creación de la Convención de Londres, lo que a su vez desembocó en la Segunda intervención francesa.
Tanto los conservadores como los liberales estaban de acuerdo en que, para superar la crisis política, se debía promover el cambio. La Revolución de Ayutla, comandada por Juan Álvarez en el año de 1854 fue la revuelta a consecuencia del nacimiento de las nuevas formas de pensamiento con el objetivo de establecer un gobierno liberal y del hartazgo de la sociedad mexicana ante el régimen de Antonio López de Santa Anna.
Una de las leyes que entraron en vigor en 1856, La Ley Lerdo es el sobrenombre con el que se le conoce a la Ley de Desamortización de las Fincas Rústicas y Urbanas de las Corporaciones Civiles y Religiosas de México. Fue expedida el 25 de junio de 1856 por el presidente sustituto Ignacio Comonfort. Esta ley causó un enorme descontento entre ciertos sectores de la población pues, desde su punto de vista, atacaba a la religión católica, que era la creencia de la mayoría del país. Con el Plan de Tacubaya, dirigido por Félix Zuloaga, se estipulaba que la Constitución vigente cesaba de regir y que Comonfort seguiría al frente del poder Ejecutivo, limitado por los conservadores, para que derogara las reformas liberales, a lo cual este se negó; el plan también convocaba a un congreso extraordinario que redactaría una nueva constitución "acorde con la voluntad nacional", cesando entretanto a todas aquellas autoridades que no secundasen este plan. 
Parte del equipo de colaboradores de Comonfort renunció a sus puestos, mientras que Benito Juárez, presidente de la Suprema Corte, Isidro Olvera, presidente del Congreso, y algunos diputados fueron conducidos a prisión. Comonfort trató de buscar una reconciliación con el partido liberal; encarceló a Juárez y llevó a cabo enfrentamientos armados contra los conservadores, en los cuales saldría mal librado. Ante lo inútil de su resistencia decidió no continuar en la lucha y abandonó el país, dejándolo inmerso en una guerra civil. La guerra de Reforma fue una guerra entre liberales y conservadores y el ganador de esta lucha fueron liberales

## Guerra Civil

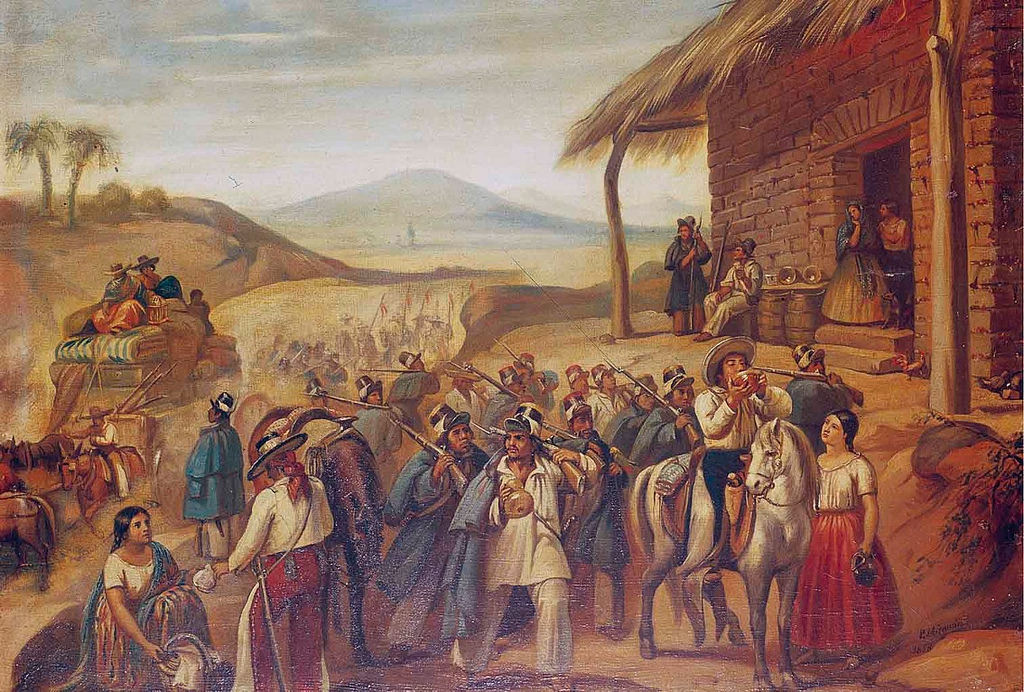
Soldados de la guerra reformista

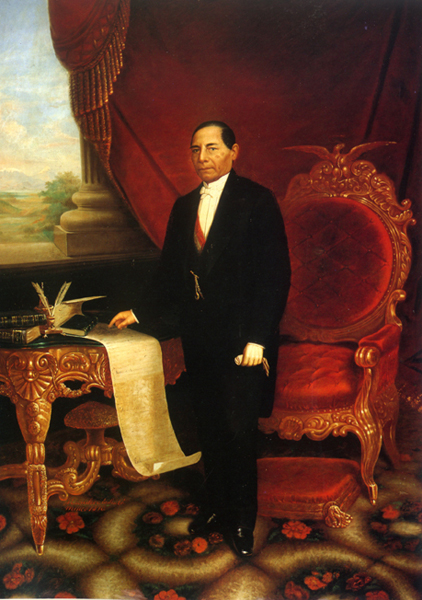
Pintura al óleo de Benito Juárez

En consecuencia, se dieron dos gobiernos paralelos. El liberal, encabezado por  Benito Juárez, que en su calidad de presidente de la Suprema Corte debía ocupar el Ejecutivo en caso de que el presidente se ausentara, secundado por Melchor Ocampo, Santos Degollado, Guillermo Prieto, Manuel Doblado y José María Arteaga; y el conservador, presidido por Félix Zuloaga, a quien una junta de representantes había electo presidente, secundado por Miguel Miramón y Tomás Mejía. Juárez estableció su gobierno, en un primer momento, en Guanajuato, mientras Zuloaga gobernaba en la capital con las llamadas Cinco Leyes, que de hecho derogaban algunas de las reformas liberales como la Ley Lerdo, la Ley Iglesias y la Ley Juárez, entre otras. Las diversas entidades del país tomarían una posición y defenderían a uno de estos dos gobiernos.
El ejército y el gobierno liberal irían sufriendo severas derrotas a manos de los conservadores, en Puerto de Carretas, Atenquique, Ahualulco y Barranca de Beltrán, bajo el mando, en la primera batalla, de Luis G. Osollo y, tras la muerte de aquel, del general Miramón; estas derrotas llevaron a Juárez a convertir su mandato en itinerante. A pesar de las penalidades a las que se vio sujeto, continuó dictando una serie de disposiciones legislativas que simbolizaron una postura aún más radical que la asumida por el Congreso Constituyente de 1856. La legislación dictada en Veracruz modificó sustancialmente diversos aspectos centrales de la vida nacional.

### Leyes de Reforma (1859)
Las leyes decretadas por Juárez en México en 1859 y 1860, mientras se encontraba situado en el puerto de Veracruz, conocidas como Leyes de Reforma, son consideradas por algunos autores como el punto de quiebre de esta guerra. Establecieron definitivamente la separación de la Iglesia y el Estado. El 12 de julio de 1859 se promulgó la Ley de Nacionalización de los Bienes Eclesiásticos; el 23, la Ley del Matrimonio Civil; el 28, la Ley Orgánica del Registro Civil y la Ley sobre el Estado Civil de las Personas; el 31, el decreto que declaraba que cesaba toda intervención del clero en cementerios y camposantos. El 11 de agosto se reglamentaron los días festivos y se prohibió la asistencia oficial a las funciones de la Iglesia. Un año más tarde, el 4 de diciembre de 1860, se expidió la Ley sobre la libertad de cultos. Este conjunto de leyes fueron el inicio de una nueva era política, económica y cultural. Sin embargo, mientras esos ordenamientos se convertían en realidad, la guerra civil había agotado y empobrecido al país.

### Intervención extranjera
Ambos grupos, liberales y conservadores, entraron en negociaciones con distintos países, entre ellos, Estados Unidos, Gran Bretaña y España. El gobierno conservador redactó el Tratado de Mon-Almonte en 1859 junto con el representante de la corona de España en México; en este se reconocían las deudas mexicanas a causa de daños hacia súbditos españoles antes y durante la guerra, todo esto como parte del proyecto monarquista que había sobrevivido en la facción conservadora desde el destronamiento de Agustín de Iturbide (que, irónicamente, nunca fue incluido en dicho proyecto), pues esta facción esperaba todavía que un monarca europeo gobernara como soberano mexicano. Aunque oficialmente este tratado nunca entró en vigor, materialmente Miramón había conseguido el apoyo de naves de guerra españolas para atacar la ciudad de Veracruz, donde se encontraba Juárez. Dichas naves, siendo de procedencia española, evitaron usar su correspondiente bandera en sus maniobras para no desencadenar algún problema diplomático mayor. Por ello, el gobierno juarista clamó la movilización de la marina estadounidense, invocando un antiguo tratado de mutua cooperación para combatir la piratería. Los barcos que apoyaban a la reacción, al no usar banderas, fueron repelidos por la marina norteamericana, dándole al gobierno liberal la oportunidad de resistir el sitio de Miramón. El mismo año, los liberales negociaron el Tratado McLane-Ocampo, encabezado por Melchor Ocampo, por medio del cual se cedía a algunas de las exigencias estadounidenses a cambio de una alianza militar defensiva y ofensiva entre las dos naciones. Sin embargo, este tratado tampoco entró en vigor.

### Consumación
Después de tres años de guerra civil, las fuerzas liberales, encabezadas por el general Jesús González Ortega, enfrentaron la última batalla contra las fuerzas conservadoras, dirigidas por Miramón. Los liberales vencieron a los debilitados conservadores definitivamente en la Batalla de Calpulalpan, en el Estado de México, el 22 de diciembre de 1860, y finalmente el 11 de enero de 1861 Juárez hizo su entrada triunfal a la capital.
Poco tiempo antes de que esto sucediera, pero convencido ya de la victoria de las fuerzas liberales sobre las conservadoras, Juárez expidió el 6 de noviembre de 1860 una convocatoria para las elecciones de diputados al Congreso de la Unión y para presidente constitucional de la República en un plazo de dos meses. El presidente había venido gobernando con facultades extraordinarias, por lo cual le era apremiante restablecer la legalidad del gobierno a través del Congreso.
Tras una votación muy cerrada, el gobierno juarista apenas pudo triunfar con unos votos de diferencia. El Congreso declaró presidente constitucional a Benito Juárez y a González Ortega presidente de la Suprema Corte de Justicia, cargo que llevaba implícito ser el sustituto legal del presidente. Las sesiones en la cámara transcurrieron en medio de una gran tensión política, la cual obligó al presidente a suspender algunas de las garantías individuales consignadas en la Constitución. Una vez que se restableció el orden constitucional a nivel nacional, se buscó la manera de sostener las leyes dictadas en Veracruz y se expidieron algunas nuevas, como el decreto por el que quedan secularizados los hospitales y los establecimientos de beneficencia, emitido en diciembre de 1861.
Estos nuevos ataques a los intereses conservadores provocaron levantamientos por parte del ejército reaccionario. A pesar de haber sido derrotado por los liberales, Zuloaga hizo un nuevo pronunciamiento, declarándose presidente de la República. La inquietud política se volvió a desatar y produjo fuertes enfrentamientos partidistas, incluso contra el presidente Juárez, que se esforzaba por mantenerse dentro del orden constitucional.
Sin embargo, las ejecuciones de Melchor Ocampo y de Santos Degollado en 1861, llevados a cabo por las fuerzas conservadoras, contribuyeron a que la situación política, económica y social se tornara crítica. El gobierno juarista decidió suspender pagos, buscar la forma de allegarse recursos por cualquier medio y mantener la suspensión de garantías. Estas medidas resultan insuficientes para resolver los problemas financieros existentes y lograr la pacificación del país, por lo que sobrevendría la Segunda intervención francesa en México y el Segundo Imperio Mexicano. Juárez volvería a entrar triunfante a la capital en julio de 1867 tras el triunfo sobre los invasores franceses y austríacos, aunque al poco tiempo después enfrentaría la rebelión de Porfirio Díaz; moriría el 18 de julio de 1872, aún en el cargo, en sus habitaciones del Palacio Nacional.